# Frymburk (Český Krumlov-i járás)
Frymburk település Csehországban, a Český Krumlov-i járásban. Frymburk Malšín, Světlík, Vyšší Brod, Černá v Pošumaví, Lipno nad Vltavou és Přední Výtoň településekkel határos. Lakosainak száma 1379 fő (2024. január 1.).

## Népesség
A település lakosságának változását az alábbi diagram mutatja:
| Lakosok száma | 2648 | 2850 | 2751 | 764  | 1099 | 1319 | 1279 | 1275 | 1304 | 1379 |
|               | 1869 | 1890 | 1921 | 1950 | 1980 | 2001 | 2017 | 2019 | 2022 | 2024 |